# Liste der Kulturdenkmäler in Pohlheim
Die folgende Liste enthält die in der Denkmaltopographie ausgewiesenen Kulturdenkmäler auf dem Gebiet  der  Stadt Pohlheim, Landkreis Gießen, Hessen.
Hinweis: Die Reihenfolge der Denkmäler in dieser Liste orientiert sich zunächst an Stadtteilen und anschließend der Anschrift, alternativ ist sie auch nach der Bezeichnung, der vom Landesamt für Denkmalpflege vergebenen Nummer oder der Bauzeit sortierbar.
Kulturdenkmäler werden fortlaufend im Denkmalverzeichnis des Landes Hessen durch das Landesamt für Denkmalpflege Hessen auf Basis des Hessischen Denkmalschutzgesetzes (HDSchG) geführt. Die Schutzwürdigkeit eines Kulturdenkmals hängt nicht von der Eintragung in das Denkmalverzeichnis des Landes Hessen oder der Veröffentlichung in der Denkmaltopographie ab.

Das Vorhandensein oder Fehlen eines Objekts in dieser Liste ist keine rechtsverbindliche Auskunft darüber, ob es Kulturdenkmal ist oder nicht: Diese Liste entspricht möglicherweise nicht dem aktuellen Stand der offiziellen Denkmaltopographie. Diese ist für Hessen in den entsprechenden Bänden der Denkmaltopographie Bundesrepublik Deutschland und im Internet unter DenkXweb – Kulturdenkmäler in Hessen einsehbar. Auch diese Quellen sind, obwohl sie durch das Landesamt für Denkmalpflege Hessen aktualisiert werden, nicht immer aktuell, da es im Denkmalbestand immer wieder Änderungen gibt.
Eine verbindliche Auskunft erteilt allein das Landesamt für Denkmalpflege Hessen.
Nutze diese Kartenansicht, um Koordinaten in der Liste zu setzen. In dieser Kartenansicht sind Kulturdenkmale ohne Koordinaten mit einem roten bzw. orangen Marker dargestellt und können in der Karte gesetzt werden. Kulturdenkmale ohne Bild sind mit einem blauen bzw. roten Marker gekennzeichnet, Kulturdenkmale mit Bild mit einem grünen bzw. orangen Marker.

## Kulturdenkmäler nach Ortsteilen

### Dorf-Güll
| Bild                               | Bezeichnung                         | Lage | Beschreibung | Bauzeit                            | Objekt-Nr. |
| ---------------------------------- | ----------------------------------- | --- | --- | ---------------------------------- | ---------- |
| Gesamtanlage historischer Ortskern | Gesamtanlage historischer Ortskern  | Backhausgasse 1-5, Borngasse 4-6, Hof-Güller-Straße 19-27, 31-41, 12-24, Kirchgasse 1-5, 2-6, Kurvenstraße 1-3, 2-8, Schmiedgasse 1-3, 2 Lage | |                                    | 48651 DDB  |
| weitere Bilder                     |                                     | Borngasse 6 LageFlur: 1, Flurstück: 138/2 | Fachwerkwohnhaus | 17. Jahrhundert                    | 48653 DDB  |
| weitere Bilder                     | Schule                              | Hangstraße 2 LageFlur: 1, Flurstück: 226/2 | Asymmetrisch, im Stil des späten Historismus | 1904                               | 48654 DDB  |
| weitere Bilder                     |                                     | Hof-Güller-Straße 14 LageFlur: 1, Flurstück: 153                                                                                              | Fachwerkwohnhaus | Inschrift 1809                     | 48655 DDB  |
| weitere Bilder                     | Ehem. Gasthaus „Zum goldenen Löwen“ | Hof-Güller-Straße 21 LageFlur: 1, Flurstück: 240/1                                                                                            | Verputzter Fachwerkbau | Anfang 19. Jahrhundert             | 48656 DDB  |
| weitere Bilder                     |                                     | Hof-Güller-Straße 37 LageFlur: 1, Flurstück: 212/1                                                                                            | Verputztes Fachwerkwohnhaus | Inschrift 1800                     | 48657 DDB  |
| weitere Bilder                     |                                     | Hof-Güller-Straße 41 LageFlur: 1, Flurstück: 187/2                                                                                            | Fachwerkwohnhaus | Frühes 18. Jahrhundert             | 48658 DDB  |
| weitere Bilder                     | Sachgesamtheit Seemühle             | Seemühle 1, Seemühle LageFlur: 3, Flurstück: 382, 383, 384                                                                                    | Verputztes Fachwerkwohnhaus, Tor mit rechtwinklig angereihter Pforte                                                                                   | 18. Jahrhundert                    | 48652 DDB  |
| weitere Bilder                     |                                     | Kirchgasse 5 LageFlur: 1, Flurstück: 204 | Langgezogenes Fachwerkgebäude | Spätes 18., frühes 19. Jahrhundert | 48659 DDB  |
| weitere Bilder                     | Ev. Kirche                          | Kirchgasse 6, Zur Arche 1 LageFlur: 1, Flurstück: 191/, 191/3                                                                                 | barocke, aus Bruchstein gemauerte Saalkirche auf rechteckigem Grundriss mit 3/8-Chorabschluss auf dem höchsten Punkt der bebauten Wohnfläche des Ortes | 1737                               | 48660 DDB  |
| weitere Bilder                     |                                     | Kurvenstraße 1 LageFlur: 1, Flurstück: 239 | Fachwerkwohnhaus | 19. Jahrhundert                    | 48661 DDB  |
| weitere Bilder                     |                                     | Kurvenstraße 3 LageFlur: 1, Flurstück: 238/1                                                                                                  | Fachwerkwohnhaus | 18. Jahrhundert                    | 48662 DDB  |
| weitere Bilder                     |                                     | Kurvenstraße 4 LageFlur: 1, Flurstück: 228/4                                                                                                  | Verputztes Fachwerkwohnhaus | 17. Jahrhundert                    | 48663 DDB  |
| weitere Bilder                     |                                     | Kurvenstraße 8 LageFlur: 1, Flurstück: 230 | Fachwerkwohnhaus | Inschrift 1686                     | 48664 DDB  |
| weitere Bilder                     | Verkehrsmal                         | Im Kreuzboden LageFlur: 3, Flurstück: 319/2                                                                                                   | „Verbotener Weg bei 1 Gulden, 30 Kreuzer Strafe“ |                                    | 65626 DDB  |
| weitere Bilder                     |                                     | Schmiedgasse 1a LageFlur: 1, Flurstück: 156/3                                                                                                 | Fachwerkwohnhaus |                                    | 48665 DDB  |

### Garbenteich
| Bild           | Bezeichnung                        | Lage                                                        | Beschreibung                                                                            | Bauzeit                                 | Objekt-Nr. |
| -------------- | ---------------------------------- | ----------------------------------------------------------- | --------------------------------------------------------------------------------------- | --------------------------------------- | ---------- |
| weitere Bilder | Gesamtanlage historischer Ortskern | Dorf-Güller-Straße 1-11, 2-18, Watzenborner Straße 2-4 Lage |                                                                                         |                                         | 48667 DDB  |
| weitere Bilder |                                    | Dorf-Güller-Straße 2 LageFlur: 1, Flurstück: 100            | Fachwerkwohnhaus                                                                        |                                         | 48668 DDB  |
| weitere Bilder | Ev. Kirche                         | Dorf-Güller-Straße 3 LageFlur: 1, Flurstück: 51/1           | Einschiffige Saalkirche mit rechteckigem Chorabschluss und Dachreiter mit Pyramidenhelm | 12. Jh., 1258 erstmals genannte Kapelle | 48669 DDB  |
| weitere Bilder | Hoftor                             | Dorf-Güller-Straße 6 LageFlur: 1, Flurstück: 96/1           |                                                                                         | Inschrift 1819                          | 48670 DDB  |
| weitere Bilder |                                    | Dorf-Güller-Straße 9 LageFlur: 1, Flurstück: 56/3           | Verputztes Fachwerkwohnhaus                                                             | 17. oder 18. Jahrhundert                | 48671 DDB  |
| weitere Bilder |                                    | Licher Straße 1 LageFlur: 1, Flurstück: 119/1               | Verputztes Fachwerkwohnhaus                                                             | Um 1700                                 | 48672 DDB  |
| weitere Bilder |                                    | Licher Straße 6 LageFlur: 1, Flurstück: 157                 | Verputztes Fachwerkwohnhaus                                                             | 17. Jahrhundert                         | 48673 DDB  |
| weitere Bilder |                                    | Licher Straße 10 LageFlur: 1, Flurstück: 152/1              | Verputztes Fachwerkwohnhaus                                                             | 17. Jahrhundert                         | 48674 DDB  |
| weitere Bilder |                                    | Licher Straße 18 LageFlur: 1, Flurstück: 142/1              | Fachwerkwohnhaus                                                                        | 18. Jahrhundert                         | 48675 DDB  |
| weitere Bilder | Ehem. Schule                       | Römerstraße 3 LageFlur: 1, Flurstück: 9/2                   | Hochgeschossig mit streng gegliederten Fenstern, heute Gemeindehaus                     | 1910/11                                 | 48676 DDB  |
| weitere Bilder |                                    | Schiffenbergstraße 6 LageFlur: 1, Flurstück: 199            | Verputztes Fachwerkwohnhaus                                                             | 17. Jahrhundert                         | 48677 DDB  |
| weitere Bilder |                                    | Schiffenbergstraße 26 LageFlur: 1, Flurstück: 233           | Fachwerkwohnhaus                                                                        | Inschrift 1681                          | 48678 DDB  |
| weitere Bilder |                                    | Schiffenbergstraße 36 LageFlur: 1, Flurstück: 266/1         | Verputztes Fachwerkwohnhaus                                                             | Barock                                  | 48679 DDB  |
| weitere Bilder |                                    | Steinbacher Straße 4 LageFlur: 1, Flurstück: 260/1          | Fachwerkwohnhaus                                                                        | 17. Jahrhundert                         | 48680 DDB  |

### Grüningen
| Bild           | Bezeichnung                                       | Lage | Beschreibung | Bauzeit                  | Objekt-Nr. |
| -------------- | ------------------------------------------------- | --- | --- | ------------------------ | ---------- |
| weitere Bilder | Gesamtanlage historischer Ortskern                | Burggrabenstraße 1-7, 2-6, Langgönser Straße 1-9, 2-6, Nollgasse 1-17a, 2-10, 14-50, Obergasse 1-5, 2-16, Pfarrgasse 1-3, Taunusstraße 19-37, 16-46, Untergasse 1-13, 2-12 Lage               | |                          | 48683 DDB  |
| weitere Bilder | Sachgesamtheit Jüdischer Friedhof                 | Schulstraße LageFlur: 1, Flurstück: | Diente als Begräbnisplatz Grüninger und Holzheimer Juden | Seit 1836                | 48684 DDB  |
| weitere Bilder |                                                   | Burggrabenstraße 1 LageFlur: 1, Flurstück: 53/1 | Unvollständig verputztes Fachwerkwohnhaus | 17. oder 18. Jahrhundert | 48687 DDB  |
| weitere Bilder | Burgruine                                         | Burggrabenstraße LageFlur: 1, Flurstück: 41/2, 42 | Ehemalige Wasserburg, seit dem 30-jährigen Krieg Ruine | zwischen 1397 und 1410   | 48686 DDB  |
| weitere Bilder | So genannter Barbarenstein                        | Die alte Mark LageFlur: 7, Flurstück: 1/1 | Limes-Gedenkstein | 1912                     | 48698 DDB  |
| weitere Bilder | Brunnenkammer                                     | Am Mühlberg LageFlur: 14, Flurstück: 50 | Gefasste Quelle des untergegangenen fränkischen Dorfs Bergheim                                                                                                | zwischen 750 und 800     | 65628 DDB  |
| weitere Bilder | Grüninger Warte                                   | Ober dem breiten Weg LageFlur: 2, Flurstück: 408 | Rest eines Wartturms und einer Windmühle | 1713                     | 48696 DDB  |
| weitere Bilder | Kreuz                                             | Ober dem breiten Weg LageFlur: 2, Flurstück: 427 | Evtl. Gedenkkreuz an den 1471 untergegangenen Ort Birnkheim                                                                                                   |                          | 65595 DDB  |
| weitere Bilder | Quelleinfassung                                   | Wiesweg LageFlur: 4, Flurstück: 31 | Ortslage des 1471 untergegangenen Dorfs Birnkheim |                          | 65630 DDB  |
| weitere Bilder | Ehem. Pfarrhaus                                   | Pfarrgasse 1 LageFlur: 1, Flurstück: 7/6 | Verputzter Fachwerkbau | Spätes 18. Jahrhundert   | 48688 DDB  |
| weitere Bilder |                                                   | Pfarrgasse 3 LageFlur: 1, Flurstück: 4/4 | Fachwerkhofanlage | Spätes 17. Jahrhundert   | 48689 DDB  |
| Schule         | Schule                                            | Schulstraße 1 LageFlur: 1, Flurstück: 178 | Jugendstilbau | 1905–1908                | 48690 DDB  |
| weitere Bilder |                                                   | Taunusstraße 25 LageFlur: 1, Flurstück: 38 | Fachwerkwohnhaus | 17. Jahrhundert          | 48691 DDB  |
| weitere Bilder |                                                   | Taunusstraße 26 LageFlur: 1, Flurstück: 96 | Fachwerkwohnhaus | 17. Jahrhundert          | 48692 DDB  |
| weitere Bilder | Rathaus                                           | Taunusstraße 35 LageFlur: 1, Flurstück: 25/2 | Zum Feuerwehrgerätehaus umgebaut | Inschrift von 1685       | 48694 DDB  |
| weitere Bilder | Ev. ref. Kirche                                   | Taunusstraße 37, Taunusstraße LageFlur: 1, Flurstück: 1/1, 200/3 | Kirche aus Bruchsteinmauerwerk, zweischiffig erweitert mit doppeltem Chor, frühgotischer Chorturm mit zweigeschossigem, schiefergedecktem Turmhelm des Barock | 1151 erstmals erwähnt    | 48695 DDB  |
| weitere Bilder | Sachgesamtheit Diebsturm und Reste der Stadtmauer | Untergasse 13, Diebsturm, Langgönser Straße 6A, Langgönser Straße 9, Burggrabenstraße 6, Burggrabenstraße, Taunusstraße 16 LageFlur: 1, Flurstück: 14/1,214/2,43/1,44/1,4/6,46/5,67,69/1,79/1 | Befestigungsturm der Stadtmauer | 1530er                   | 48685 DDB  |

### Hausen
| Bild           | Bezeichnung                             | Lage                                                                       | Beschreibung                                                         | Bauzeit                    | Objekt-Nr. |
| -------------- | --------------------------------------- | -------------------------------------------------------------------------- | -------------------------------------------------------------------- | -------------------------- | ---------- |
| weitere Bilder | Gesamtanlage historischer Ortskern      | Bachstraße 8, Ernst-Steiner-Straße 7-17, 14-24 Lage                        |                                                                      |                            | 48700 DDB  |
| weitere Bilder |                                         | Alte Gießener Straße 16 LageFlur: 1, Flurstück: 102                        | Fachwerkwohnhaus                                                     | Inschrift 1810             | 48701 DDB  |
| weitere Bilder | Ehem. Schule                            | Alte Gießener Straße 23 LageFlur: 1, Flurstück: 361/1                      | Zweigeschossiges Jugendstilgebäude, heute Grundschule                | 1905                       | 48702 DDB  |
| weitere Bilder |                                         | Bachstraße 8 LageFlur: 1, Flurstück: 40                                    | Verputztes Fachwerkwohnhaus                                          |                            | 48703 DDB  |
| weitere Bilder | Brunnen                                 | Bachstraße LageFlur: 1, Flurstück: 637/3                                   | Rest einer Brunnenanlage                                             |                            | 48704 DDB  |
| weitere Bilder | Ev. Kirche                              | Ernst-Steiner-Straße 6 LageFlur: 1, Flurstück: 66/2, 67                    | Saalkirche des 13. Jahrhunderts mit abgetrenntem Chor und Dachreiter | 1285 erstmals erwähnt      | 48705 DDB  |
| weitere Bilder |                                         | Ernst-Steiner-Straße 13 LageFlur: 1, Flurstück: 76                         | Verputztes Fachwerkwohnhaus                                          | 18. Jahrhundert            | 48706 DDB  |
| weitere Bilder | Pfarrhaus und ehem. Wasch- und Brauhaus | Ernst-Steiner-Straße 14, Ernst-Steiner-Straße LageFlur: 1, Flurstück: 48/4 | Verputztes klassizistisches Fachwerkwohnhaus                         | 1820–22                    | 48707 DDB  |
| weitere Bilder |                                         | Ernst-Steiner-Straße 20 LageFlur: 1, Flurstück: 43                         | Verputztes Fachwerkwohnhaus                                          | 17. oder 18. Jahrhundert   | 48708 DDB  |
| weitere Bilder | Hüttenberger Tor                        | Schulgasse 1 LageFlur: 1, Flurstück: 88                                    | Giebelseitig verputzte Fachwerkhofanlage                             | Inschrift: 1783 den 14 Mai | 48709 DDB  |
| weitere Bilder | Hüttenberger Tor                        | Schulgasse 3 LageFlur: 1, Flurstück: 87/1                                  | Giebelseitig verputzte Fachwerkhofanlage                             | Inschrift 1783             | 48710 DDB  |

### Holzheim
| Bild           | Bezeichnung                        | Lage                                                       | Beschreibung                                                                          | Bauzeit                                                   | Objekt-Nr. |
| -------------- | ---------------------------------- | ---------------------------------------------------------- | ------------------------------------------------------------------------------------- | --------------------------------------------------------- | ---------- |
| weitere Bilder | Gesamtanlage historischer Ortskern | Am Kirchgarten 1, 2, Hauptstraße 27-47, 44-60 Lage         |                                                                                       |                                                           | 48712 DDB  |
| weitere Bilder | Gesamtanlage Gombertsgasse         | Gombertsgasse 5-7, 6-12 Lage                               | Bäuerliche Hofanlagen des 18. Jahrhunderts                                            |                                                           | 48713 DDB  |
| weitere Bilder | Gesamtanlage nördliche Hauptstraße | Hauptstraße 71-75, 86 Lage                                 | Geschlossenes Straßenbild bäuerlicher Hofanlagen des 18. und 19. Jahrhunderts         |                                                           | 48714 DDB  |
| weitere Bilder | Gesamtanlage Langstraße            | Langstraße 7-15 Lage                                       | Schmale bäuerliche Wohnhäuser mit linksseitigen Toren                                 |                                                           | 48715 DDB  |
| weitere Bilder |                                    | Am Kirchgarten 2 LageFlur: 1, Flurstück: 646               | Verputztes Fachwerkwohnhaus                                                           | 17. oder 18. Jahrhundert                                  | 48716 DDB  |
| weitere Bilder |                                    | Am Kirchgarten 23 LageFlur: 1, Flurstück: 681/1            | Langgestrecktes Fachwerkwohnhaus                                                      | 18. Jahrhundert                                           | 48717 DDB  |
| weitere Bilder |                                    | Am Kirchgarten 27 LageFlur: 1, Flurstück: 680              | Fachwerkwohnhaus                                                                      | Inschrift 1744                                            | 48718 DDB  |
| weitere Bilder | Alte Schule                        | Beune 28 LageFlur: 1, Flurstück: 967/1                     |                                                                                       | Vor 1914                                                  | 61701 DDB  |
| weitere Bilder | Transformatorenturm                | Butzbacher Straße 11 LageFlur: 1, Flurstück: 829           | Viergeschossig, untere zwei Geschosse mit Bruchsteinmauerwerk                         | Frühes 20. Jahrhundert                                    | 48719 DDB  |
| weitere Bilder |                                    | Hauptstraße 15 LageFlur: 1, Flurstück: 752                 | Hofreite mit verputztem Fachwerkwohnhaus                                              | 18. Jahrhundert                                           | 48721 DDB  |
| weitere Bilder |                                    | Hauptstraße 28 LageFlur: 1, Flurstück: 900/1               | Lang gezogenes Wohnhaus mit Klinkerfassade und Torbau                                 | 1904                                                      | 48722 DDB  |
| weitere Bilder |                                    | Hauptstraße 32 LageFlur: 1, Flurstück: 937/1               | Verputztes Fachwerkwohnhaus                                                           | 17. Jahrhundert                                           | 48723 DDB  |
| weitere Bilder | Ev. ref. Kirche                    | Hauptstraße 37, Hauptstraße 39 LageFlur: 1, Flurstück: 705 | mittelalterlicher Turmschaft, barocke Saalkirche mit 3/8-Chorabschluss                | 13./14. Jahrhundert (Turmschaft), Inschrift 1631 (Schiff) | 48724 DDB  |
| weitere Bilder | Alte Schule                        | Hauptstraße 47 LageFlur: 1, Flurstück: 643                 | Spätklassizistisch                                                                    | 1840                                                      | 48725 DDB  |
| weitere Bilder |                                    | Hauptstraße 54 LageFlur: 1, Flurstück: 643                 | Wohnhaus mit mittiger Toreinfahrt, mittigem Zwerchhaus und Putzornamentik             | 1913                                                      | 48726 DDB  |
| weitere Bilder |                                    | Im Noll 5 LageFlur: 1, Flurstück: 639                      | Fachwerkwohnhaus mit Scheune                                                          | Obergeschoss 17. Jahrhundert                              | 48727 DDB  |
| weitere Bilder |                                    | Langstraße 3 LageFlur: 1, Flurstück: 720/2                 | Verputztes Fachwerkwohnhaus mit spätklassizistischen Schmuckfeldern über den Fenstern |                                                           | 48728 DDB  |
| weitere Bilder |                                    | Langstraße 9 LageFlur: 1, Flurstück: 727/1                 | Fachwerkwohnhaus                                                                      | Inschrift 1735                                            | 48729 DDB  |

### Watzenborn-Steinberg
| Bild           | Bezeichnung                       | Lage                                              | Beschreibung | Bauzeit                            | Objekt-Nr. |
| -------------- | --------------------------------- | ------------------------------------------------- | --- | ---------------------------------- | ---------- |
| weitere Bilder | Sachgesamtheit Jüdischer Friedhof | Vor dem hohen Triesch LageFlur: 12, Flurstück: 12 | Einzeldenkmal jüdischer Friedhof und in Verbindung mit dem auf dem Friedhof befindlichen Gedenkstein als Gesamtanlage aus geschichtlichen Gründen geschützt. | 1887                               | 48731 DDB  |
| weitere Bilder |                                   | Bahnhofstraße 31 LageFlur: 1, Flurstück: 593      | Fachwerkwohnhaus mit angesetzter Torfahrt | 17. Jahrhundert                    | 48732 DDB  |
| weitere Bilder |                                   | Bahnhofstraße 33 LageFlur: 1, Flurstück: 591/3    | Verputztes Fachwerkwohnhaus einer Hofanlage | 18. Jahrhundert                    | 48733 DDB  |
| weitere Bilder |                                   | Brunnenweg 7 LageFlur: 1, Flurstück: 28/2         | Klinkerwohnhaus mit Risalit, Tordurchfahrt und Turmaufsatz                                                                                                   | 1903                               | 48734 DDB  |
| weitere Bilder | Hessmühle                         | Gießener Straße 23 LageFlur: 1, Flurstück: 600/3  | Fachwerktorbau mit seitlich versetzter Durchfahrt | Spätes 18., frühes 19. Jahrhundert | 48735 DDB  |
| weitere Bilder |                                   | Gießener Straße 36 LageFlur: 2, Flurstück: 303    | Fachwerkwohnhaus | 18. Jahrhundert                    | 48736 DDB  |
| weitere Bilder |                                   | Gießener Straße 44 LageFlur: 2, Flurstück: 219    | Verputztes Fachwerkwohnhaus | 17. Jahrhundert                    | 48737 DDB  |
| weitere Bilder |                                   | Gießener Straße 50 LageFlur: 2, Flurstück: 211    | Verputztes Fachwerkwohnhaus | 17. Jahrhundert                    | 48738 DDB  |
| weitere Bilder |                                   | Hubertusstraße 14 LageFlur: 1, Flurstück: 454/3   | Verputztes Fachwerkwohnhaus | 18. Jahrhundert                    | 48740 DDB  |
| weitere Bilder |                                   | Hubertusstraße 22 LageFlur: 1, Flurstück: 448/2   | Umgebautes Fachwerkwohnhaus | 17. Jahrhundert                    | 48741 DDB  |
| weitere Bilder |                                   | Hubertusstraße 33 LageFlur: 1, Flurstück: 209     | Eingeschossiges Wohnhaus mit floraler Stuckverzierung | Kurz nach 1900                     | 48742 DDB  |
| weitere Bilder | Ev. Kirche                        | Kirchstraße LageFlur: 1, Flurstück: 121/5         | | 1953–55                            | 48743 DDB  |
| weitere Bilder |                                   | Kreuzplatz 1 LageFlur: 1, Flurstück: 463          | Fachwerkwohnhaus | Frühes 19. Jahrhundert             | 48744 DDB  |
| weitere Bilder | Schule                            | Ludwigstraße 33 LageFlur: 1, Flurstück: 548/5     | Historisierender Klinker-Putz-Bau | 1903/04                            | 48745 DDB  |
| weitere Bilder | Wasserbehälter                    | Käunzchesberg LageFlur: 15, Flurstück: 33         | Werksteinfassade mit Giebel | 1933                               | 82458 DDB  |
| weitere Bilder |                                   | Zur Aue 8 LageFlur: 1, Flurstück: 41/1            | Verputztes Fachwerkwohnhaus |                                    | 48746 DDB  |
| weitere Bilder | Hüttenberger Tor                  | Zur Aue 10 LageFlur: 1, Flurstück: 42             | | Inschrift 1805                     | 48747 DDB  |
| weitere Bilder | Kath. Kirche                      | Zur Aue 34 LageFlur: 1, Flurstück: 137/1          | Einschiffige romanische Saalkirche mit dreiseitigem, flachem Chorabschluss, durch gotischen Westteil 1490 erweitert                                          | 10., spätestens 13. Jahrhundert    | 48748 DDB  |

## Abgegangene Kulturdenkmäler

### Wohnhäuser
| Bild            | Bezeichnung                         | Lage                                                                 | Beschreibung | Bauzeit         | Objekt-Nr. |
| --------------- | ----------------------------------- | -------------------------------------------------------------------- | --- | --------------- | ---------- |
| weitere Bilder  |                                     | Watzenborn-Steinberg, Gießener Straße 54 LageFlur: 2, Flurstück: 209 | Verputztes Fachwerkwohnhaus. im Frühjahr 2012 eingestürzt, Abbruchgenehmigung für das gesamte Gebäude von der Bauaufsicht des Landkreises Gießen am 11.07.2012 erteilt. 2014 abgebrochen | 18. Jahrhundert |            |
| Bild gesucht BW | Teil der Gesamtanlage Gombertsgasse | Holzheim, Gombertsgasse 12 Lage                                      | 2014 abgebrochen |                 |            |

## Limes

Pohlheimer Wappen mit Limes-Wachturm

Der Obergermanisch-Raetische Limes ist in Hessen nach dem Denkmalschutzgesetz ein Bodendenkmal und seit 2005 Weltkulturerbe der UNESCO. Der 1971 wiederaufgegriffene Name „Pohlheim“ geht zurück auf ein 793 im Lorscher Codex als „Falheimer marca“ erwähntes aber im Mittelalter ausgegangenes fränkisches Dorf auf dem heutigen Gebiet der Stadt. Der Name des Dorfes, (P)fahlheim, bezog sich direkt auf den Limes (Pfahlgraben). Ein Teil des Limes, der Wetterau-Limes, verläuft ca. 8 km durch die Pohlheimer Gemarkung. Entlang des Limes liegen die Standorte der römischen Wachtürme Wp 4/45 bis Wp 4/54a und  zweier Kleinkastelle. Der von Butzbach über 8,5 km lang schnurgerade von Südwest nach Nordost verlaufende Limesabschnitt bildet heute die Gemarkungsgrenze zwischen Langgöns und Pohlheim, bevor er in Pohlheimer Gebiet stößt. Das Kleinkastell Holzheimer Unterwald an der Gemarkungsgrenze wurde 1995 teilrekonstruiert und konserviert. Weiter nordöstlich steht bei der Turmstelle Wp 4/49 seit 1912 der sogenannte Barbarenstein, ein Limes-Gedenkstein. In unmittelbarer Nähe der Turmstelle wurde 1967 ein römischer Wachturm rekonstruiert, der Turm ist seit 1975 Bestandteil des Pohlheimer Stadtwappens. Das an der nördlichsten Ausbuchtung des Wetteraulimes liegende Kleinkastell Hainhaus ist heute teilweise von einem Bauernhof (Limeshof) überbaut. Von dort läuft der Limes weiter in östlicher, dann in südöstlicher Richtung, bevor er die Gemarkung Lich erreicht. Der Pfahlgraben ist in Pohlheim im bewaldeten Gelände Richtung Westen und Osten noch gut erhalten, an der nördlichen Spitze des Wetterau-Limes beim Limeshof jedoch unter Ackerland nicht sichtbar.